# Charles-Louis Schuler
Pour les articles homonymes, voir Schuler.
Charles-Louis Schuler, né à Strasbourg en 1782 et mort à Lichtenthal (auj. Baden-Baden) en 1852, est un peintre, graveur et dessinateur alsacien.

## Biographie
Élève de Christophe Guérin, Schuler commença à se faire connaître par un paysage à l’huile et par la vue d’une ruine d’Allemagne, d’après Zix. Il dessina et grava ensuite au pointillé divers portraits d’après nature, tels que ceux des pasteurs Oberlin et Blessig, du professeur Lauth, du prédicateur Huffner (dessiné d’après G. Guérin), de Colmar, évêque de Mayence, la Muse Terpsichore, dessinée par Jean Guérin, la Fille de Jephté, d’après Osterly de Gœttingue, un Ecce homo, d’après André Polario, l’Innocence outragée, grande composition dessinée et gravée au burin d’après Van Brée, un tableau représentant la Foi, d’après Albrecht Dürer, 200 planches pour une Bible, publiée par Hœrder à Fribourg-en-Brisgau, enfin beaucoup de gravures pour des ouvrages de botanique, d’antiquités, etc.
Son fils Édouard Schuler fut également graveur et élève de son père.

Gravures de Charles-Louis Schuler
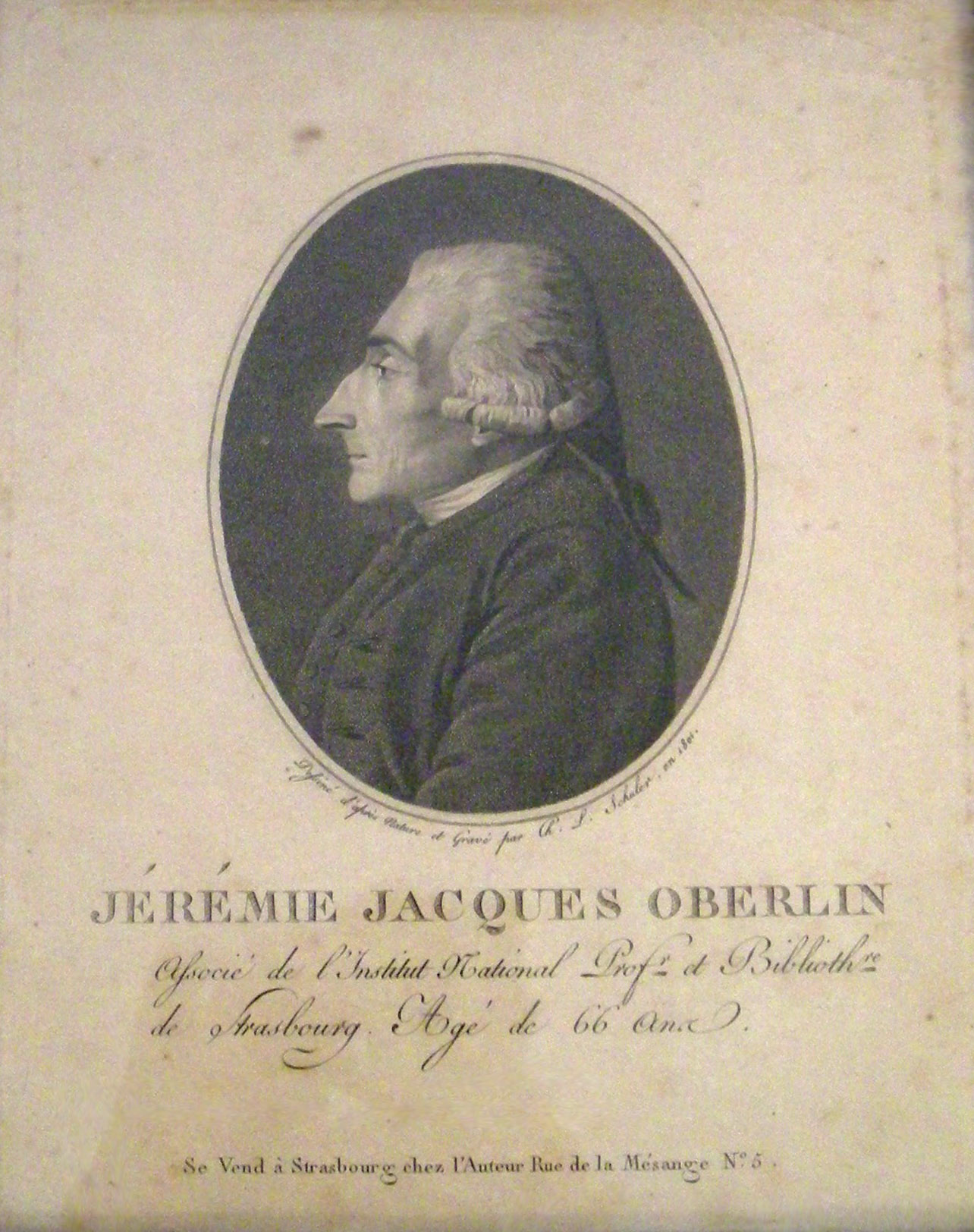
Le philologue et archéologue Jérémie-Jacques Oberlin
Fides salvam fecit